# Giulio Ferrari (imprenditore)
Giulio Ferrari (Calceranica, 9 aprile 1879 – Trento, 14 gennaio 1965) è stato un imprenditore italiano, fondatore dell'omonima azienda Cantine Ferrari.

## Biografia
Giulio Ferrari nasce nel 1879 a Calceranica da una benestante famiglia trentina, proprietaria di diversi appezzamenti sia nella parte italiana che in quella tedesca del Tirolo. I terreni sono condotti a coltura promiscua, con attenzione prevalente dedicata, già dai decenni centrali del secolo XIX, alla coltura della vite: il prodotto viene vinificato sia nelle cantine padronali di Calceranica, sia in quelle collocate nell'interrato del palazzo cittadino, in una delle vie centrali di Trento. Il giovane Ferrari, una volta conclusa la scuola dell'obbligo, si iscrive nel 1895 all'Istituto agrario di San Michele all'Adige, che frequenta fino al 1897. Si tratta di una importante scuola agronomica, con annessa stazione sperimentale, che la Dieta tirolese aveva creato nel 1874 negli immobili dell'ex monastero agostiniano collocato sul confine linguistico tra l'area tedesca e quella italiana del Tirolo, al centro di una vasta tenuta, che dal fondovalle atesino si spinge fino ad una quota di oltre 1.000 metri di altitudine, contemplando ogni tipo di coltura presente nel contesto regionale. L'Istituto ha però fin dalla sua origine una spiccata vocazione per lo studio e la valorizzazione della viticoltura e delle tecniche enologiche; qui Ferrari acquisisce apprende ad affrontare sia la conduzione di un vigneto razionale sia ad operare in cantina.
Ultimato il biennio di studi agronomici a San Michele, nel 1897 Ferrari parte per la Francia, indirizzandosi verso la scuola di vitivinicoltura di Montpellier. Specializzatosi in viticoltura, nel 1900 si trasferisce in un centro altamente specializzato di enologia nella regione vitata della Renania, a Geisenheim im Rheingau, sulla sponda destra del Reno. Incuriosito dalle metodiche di vinificazione che fanno uso di lieviti, si specializza in zimotecnia presso il Botanisches Institut di Geisenheim. In seguito, per sperimentare concretamente la selezione e la coltura dei fermenti messa in atto nel territorio della Champagne, lavora per qualche tempo a Épernay, nella cantina Pierlot. Trova poi occupazione presso il vivaista Richter di Montpellier, dal quale apprende le metodiche della moltiplicazione delle talee e dell'innesto della vite. Grazie alla ditta Richter ha anche l'opportunità di sperimentare le nuove tecniche di coltura della vite in un territorio di recente colonizzazione, la Tunisia.
Dopo oltre cinque anni trascorsi in Francia, in Germania e con una breve parentesi nordafricana, Ferrari torna nella terra natale per trasferirvi le esperienze accumulate.
La viticoltura e l'enologia del Trentino austriaco vivono in quel momento una delle fasi più favorevoli. Le varie agenzie agrarie promosse sia dall'iniziativa dei più attenti operatori economici locali, sia da un'oculata politica economica intrapresa tanto dal Governo centrale viennese, quanto da quello regionale di Innsbruck, contribuiscono a uno svecchiamento delle pratiche viticole e delle tecniche di cantina e riescono a preservare, per oltre un ventennio, grazie a provvedimenti estremamente rigorosi, i vigneti locali dalla peggiore delle malattie della vite, quella prodotta dalla fillossera. Quando i vigneti magiari – l'area vitata più importante della monarchia asburgica – sono devastati dalla malattia, per i produttori di vino del Trentino si aprono prospettive di sbocco estremamente interessanti sul mercato interno austro-ungarico, nonostante la concorrenza dei vini italiani.
Al suo rientro dalla Francia, Ferrari si presenta come un convinto assertore e sperimentatore in proprio di nuove metodiche tanto nel vigneto, quanto in cantina: ha anche portato con sé diverse barbatelle di vitigni bordolesi (tra cui quelle di Cabernet), originarie della Borgogna (quali lo Chardonnay), oltre ai diversi tipi di Pinot, e vitigni renani. Ritiene infatti che le più rinomate qualità di vite europee possano egregiamente adattarsi alle caratteristiche pedoclimatiche del territorio trentino. Nei primi anni del secolo avvia, da pioniere all'interno della monarchia asburgica, ma anche tra i primi a farlo in territorio italiano, la produzione di vino spumantizzato con il metodo champenoise. Nel 1902 attrezza la cantina di famiglia di Calceranica per la produzione di un numero ancora esiguo di bottiglie di vino Borgogna, proveniente dai suoi vigneti, mentre estende la sperimentazione anche ai vini provenienti dalle colline di Lavis, che spumantizza nella cantina del cognato barone de Schulthaus. La produzione nei primi anni del Novecento è limitata a poche centinaia di bottiglie, che comincia a commercializzare con la denominazione di Champagne Maximum Sec G. Ferrari - Trento Autriche. La qualità del prodotto, che nessuno immaginava potesse essere realizzato al di fuori dell'area della Champagne, sorprende gli intenditori e la domanda in crescita spinge l'imprenditore trentino ad ampliare la produzione. Pur trasferendo la sua attività spumantistica in più capienti cantine situate nel rione trentino di Piedicastello, Ferrari mantiene limitata la produzione di spumante a circa 2.000 bottiglie all'anno, selezionando non solo le uve per la vinificazione ma anche i suoi clienti, dosando le forniture e imponendo prezzi decisamente elevati rispetto alla media di quelli praticati tanto sul mercato austriaco, quanto su quello italiano.
Nel frattempo, esplosa nel 1907 la crisi fillosserica anche tra i vigneti trentini, allarga la sua attività vivaistica per la predisposizione di talee per portainnesto resistenti alla malattia e parallelamente quella destinata a produrre barbatelle innestate sia con le qualità più pregiate dei vitigni locali, quanto soprattutto con le varietà più interessanti provenienti dai vigneti di Bordeaux, della Champagne, della Renania e della Mosella. Continua a produrre spumante e già prima della guerra mondiale il suo champagne ottiene prestigiosi riconoscimenti a livello europeo.
Scoppiata la prima guerra mondiale, Ferrari, trentacinquenne, per sfuggire all'arruolamento nelle truppe austro-ungariche ed evitare il fronte galiziano, ripara nel vicino Regno d'Italia e durante il conflitto è inviato in diverse regioni del Mezzogiorno con il compito di occuparsi della fornitura di vino per il regio esercito. Nel 1918 rientra nella sua azienda, ora inserita nel territorio italiano: si presenta allora una nuova situazione, perché la sua produzione enologica non deve più concorrere in un mercato favorevole come quello mitteleuropeo, bensì in quello italiano, assai più difficile e caratterizzato da una sovrabbondanza di offerta di ogni qualità. Arriva comunque a consolidare la fama delle sue cantine e il suo prodotto, offerto in quantità limitate a una cerchia selezionata di consumatori privilegiati, ottiene un crescendo di consensi. Nel 1937 lo champagne italiano di Ferrari viene premiato a Parigi con il Diplome de Grand Prix: il riconoscimento di maggior prestigio per uno spumante che non proviene dalle cantine della Champagne.
Ferrari non procede tuttavia a un allargamento della sua produzione, rimanendo ancorato a quantitativi ridotti di spumante, realizzato seguendo sempre rigorosamente i canoni della méthode champenois. Nel periodo infrabellico entra in contatto con un giovane commerciante di Trento, Bruno Lunelli, che ha avviato una cospicua attività di commercializzazione di prodotti enologici, imponendosi ben presto sulla piazza trentina e divenendo uno dei punti di riferimento per la collocazione in loco dello spumante prodotto da Ferrari.
Le vicende della seconda guerra mondiale interrompono completamente l'attività: Ferrari, per evitare danneggiamenti alla sua cantina nel centro di Trento e soprattutto per impedire saccheggi nei confronti di alcune migliaia di bottiglie delle vendemmie 1937, 1938 e 1939, nel 1943 ne fa murare l'ingresso. Quando nel 1945 riapre la cantina scopre che la qualità dello spumante, dopo gli anni di invecchiamento, è migliorata: questo segna anche la nascita della prima “riserva” Ferrari.
Per l'anziano produttore diventa però sempre più difficile seguire, con un esiguo numero di collaboratori, la realizzazione del suo vino-spumante (a seguito della normativa introdotta nel 1947 non può più fregiarsi dell'appellativo di "champagne"). Senza una discendenza diretta, di fronte ai diversi pretendenti che si propongono di rilevare la sua azienda e il marchio ormai celebre, la sua scelta cade, nel 1952, su Bruno Lunelli.
Per il commerciante trentino si tratta di un'iniziativa impegnativa, sia per il costo dell'operazione, sia per le limitate competenze nelle metodiche spumantistiche. Tuttavia acquista le 11.230 bottiglie di spumante ancora nella cantina di palazzo Ferrari, nonché il marchio di Giulio Ferrari, con l'intesa che l'anziano fondatore mantenga il compito di coordinatore della produzione spumantistica. Questo cambiamento impone una svolta per l'impresa: la produzione di spumante, da poche migliaia di bottiglie annue, è subito portata a 20.000. Quando il fondatore muore, all'inizio del 1965, le metodiche di preparazione dello spumante sono stabilmente patrimonio della famiglia Lunelli, che produce 60.000 bottiglie all'anno con il marchio Ferrari.